# صنع الله ابراهیم
صنع الله ابراهیم (زادهٔ ۲۴ فوریه ۱۹۳۷ – درگذشتهٔ ۱۳ اوت ۲۰۲۵) نویسندهٔ مصری بود که برای نظرات چپ‌گرایانه‌اش شناخته می‌شد. نظرات سیاسی ابراهیم به طور مستقیم در آثار او آمده‌اند. رمان‌های او، مخصوصا رمان‌های اخیر شامل بریده‌هایی از روزنامه‌ها، مجلات و دیگر منابع سیاسی هستند که هدف از آن آگاهی دادن به خواننده در مورد یک مسئلهٔ سیاسی یا اجتماعی است. او در دههٔ ۶۰ میلادی به خاطر عقاید سیاسی‌اش زندانی شد. در دوران زندان کتاب «آن رایحه» را نوشت که یکی از اولین نمونه‌های ادبیات مدرنیستی در مصر است. او در سال ۲۰۰۳ دریافت یک جایزهٔ ادبی به ارزش صدهزار پوند مصری را به خاطر مغایرت با مواضع خود رد کرد.